# کرنکی-میکلاسه
کرنکی-میکلاسه (به لهستانی:  Krynki-Miklasy) یک روستا در لهستان است که در گمینا گروجیسک واقع شده‌است.